# Раммельсберг
Раммельсберг (нім. Rammelsberg) — гора поблизу міста Гослар в Німеччині. Давній центр гірництва. Шахти Раммельсбергу 1992 року отримали статус об'єкта світової спадщини ЮНЕСКО.

## Історія

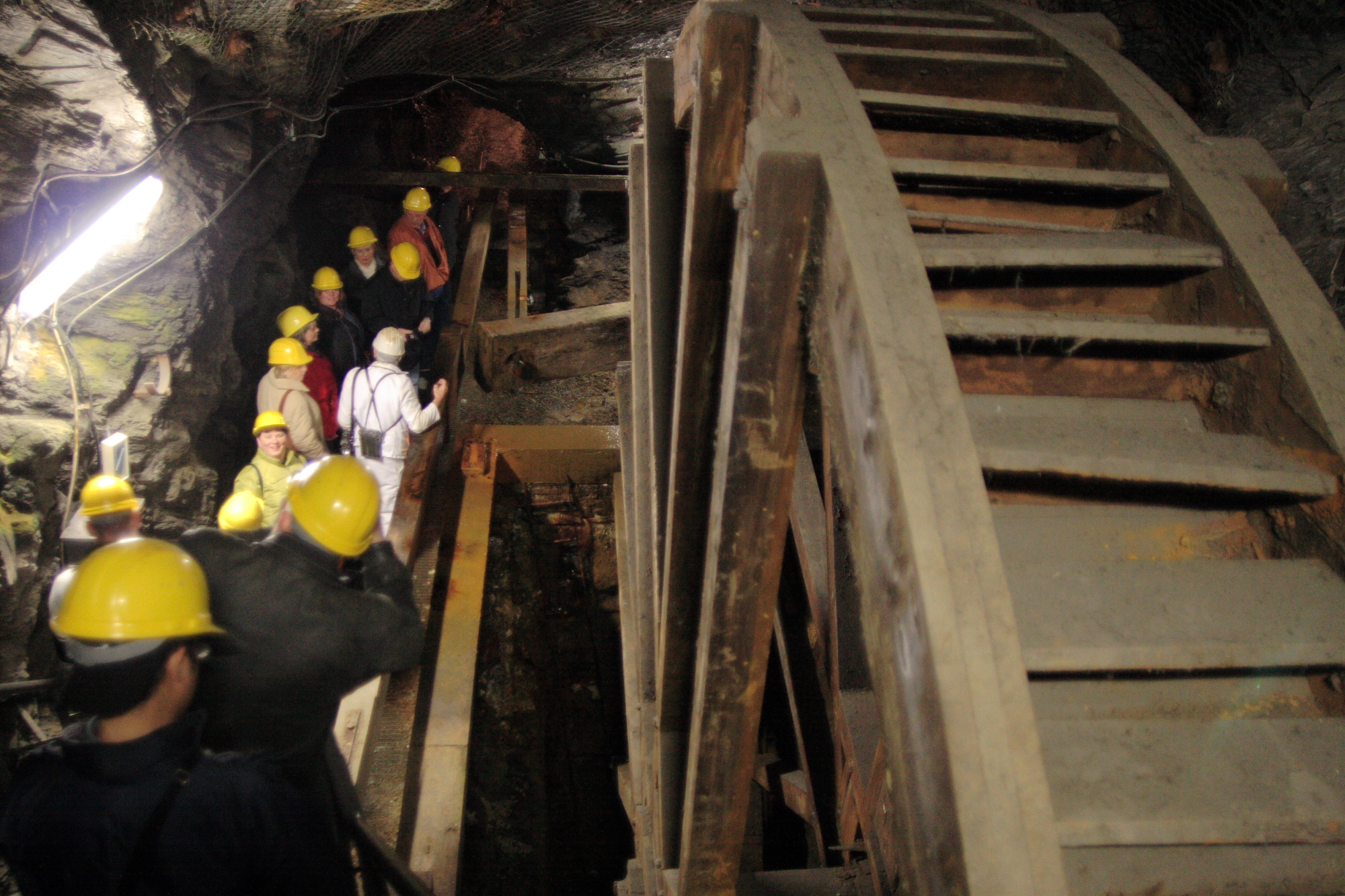
Підземне водяне колесо

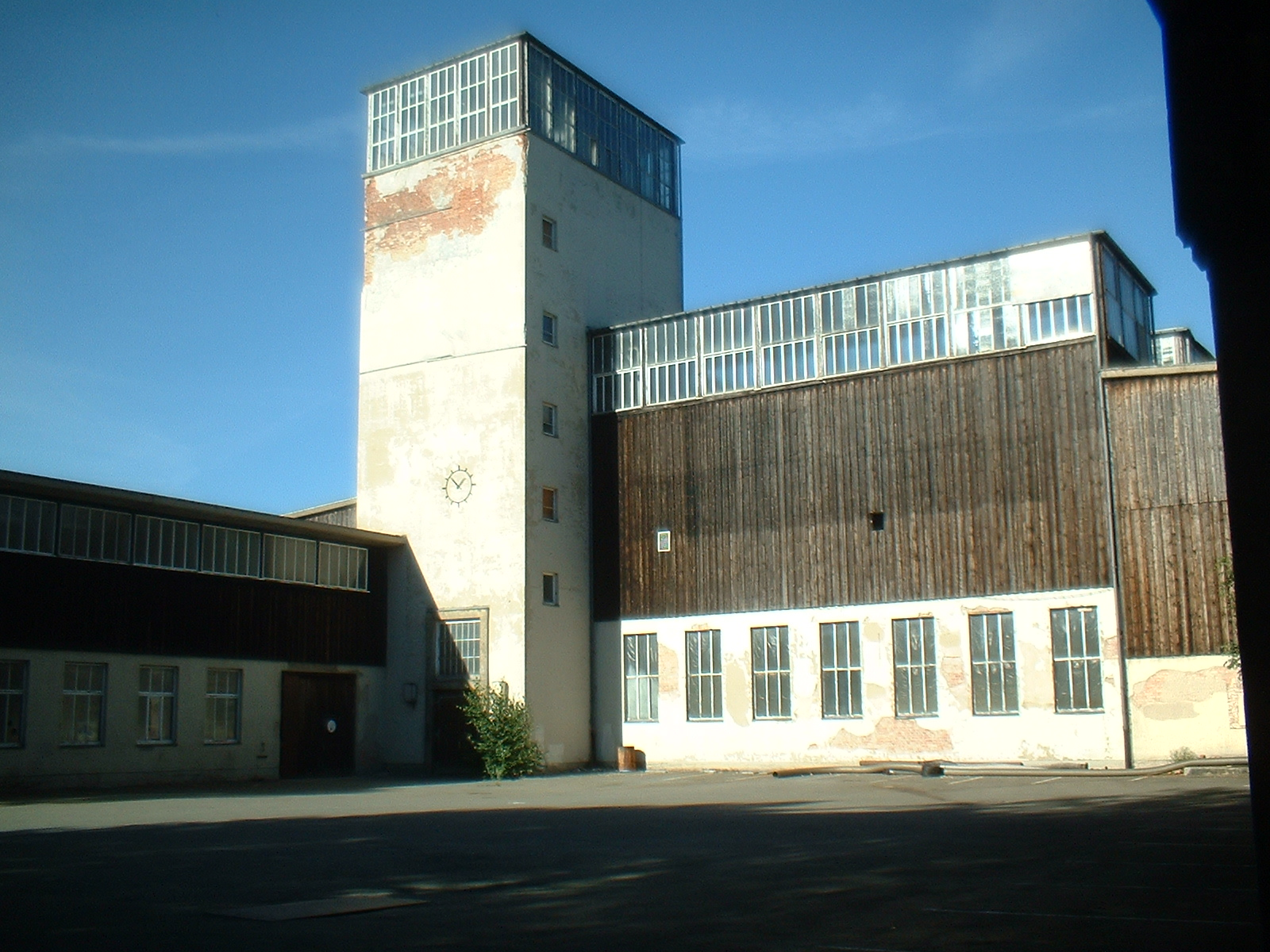
Збагачувальна фабрика

Відкриття родовища датують ще 962 р., але потужний центр видобутку срібла формувався тут, починаючи з XIII ст.
На початку XIII ст. цистерціанцями був заснований монастир у Госларі, що став пайщиком раммельсбергських рудників. «Білі монахи» відкрили велику кількість потужних рудних покладів, навчали вірних людей мистецтву розвідки, видобутку та плавлення руд, ставали вихователями місцевих гірників. Раммельсбергське родовище єдине у всьому Гарці срібне родовище, що не пов'язане з жильною формою покладів. Основна маса срібла знаходилась у мідному та залізному колчедані. Про масштаби родовища свідчить тисячолітня, майже безперервна розробка тут срібла (експлуатація завершилась у 1988 р.). Свідоцтва гірничих робіт різного часу збережені в унікальній шахті-музеї, яка ввійшла на листи Всесвітньої культурної спадщини ЮНЕСКО. Підземна траса рудника включає велику кількість старих гірничих виробок (найдавніша штольня датована 1150 р.) і оригінальних гірничих машин.

## Оповідь про відкриття рудних родовищ на горі Раммельсберг
| „… пригодою було знайдене багате Раммельсберзьке гірниче місце під час полювання німецького імператора Оттона I. Цей государ, перебуваючи у Гарцських горах, бавився здебільшого полюванням і послав колись свого мисливця на ім’я Раммель у місцевий ліс для ловів дикого звіра, за яким той гнався до великої гори, де зараз рудники закладені у великій кількості. Оскільки він не міг за дичиною вгору на коні слідувати, то й прив’язав його до дерева, а за звіром пішки погнався. А коли до свого коня назад повернувся, то побачив, що кінь, свого хазяїна ждучи, землю копитом розрив і вибив із неї якісь важкі світлі камені. Узявши ці камені, Раммель привіз їх і показав самому імператору, який через пробування пересвідчився, що вони метал у собі містять, тому повелів заснувати промисли на цьому місці. Та гора й нині ім’ям згаданого єгеря Раммельсберг зветься”. | (М.Ломоносов)